# Wilson Mizner
Pour les articles homonymes, voir Mizner.
Wilson Mizner est un scénariste américain né le 19 mai 1876 et décédé le 3 avril 1933.

## Filmographie sélective
- 1932 : Winner Take All de Roy Del Ruth
- 1932 : Vingt mille ans sous les verrous (20,000 Years in Sing Sing) de Michael Curtiz
- 1932 : Lawyer Man de William Dieterle
- 1932 : Frisco Jenny de William A. Wellman
- 1933 : The Mind Reader de Roy Del Ruth
- 1933 : Héros à vendre (Heroes for Sale) de William A. Wellman
- 1933 : L'affaire se complique (Hard to Handle) de Mervyn LeRoy